# لیگ برتر فوتبال جمهوری آذربایجان
لیگ برتر فوتبال جمهوری آذربایجان (به ترکی آذربایجانی: Azərbaycan Premyer Liqası) و با نام دیگر (Peşəkar Futbol Liqası) معتبرترین لیگ فوتبال در کشور جمهوری آذربایجان است که از سال ۱۹۹۲ تاکنون برگزار می‌شود. این لیگ از ۸ تیم که از سراسر کشور آذربایجان در آن شرکت می‌کنند برگزار می‌شود.
تیم قره‌باغ با ۱۰ قهرمانی پرافتخارترین تیم این سری مسابقات به حساب می‌آید. از سال ۱۹۹۲، در مجموع ۸ باشگاه به عنوان قهرمان فوتبال آذربایجان شناخته شده‌اند. قهرمان کنونی،  قره‌باغ  است که برای دهمین بار در فصل ۲۳–۲۰۲۲ موفق به کسب عنوان قهرمانی این مسابقات شد.

## باشگاه‌ها
باشگاه‌های حاضر در فصل ۱۹–۲۰۱۸:
| ردیف | باشگاه     | شهر             | ورزشگاه              |
| ---- | ---------- | --------------- | -------------------- |
| ۱    | نفتچی باکو | باکو            | باکسل آرنا           |
| ۲    | کشیلا      | کشله            | ASKآرنا              |
| ۳    | قره باغ    | قره باغ( باکو ) | آذرسون آرنا          |
| ۴    | قبله       | قبله            | ورزشگاه شهر قبله     |
| ۵    | صباح       | باکو            | استادیوم علینجه      |
| ۶    | سبایل      | باکو            | بائیل آرنا           |
| ۷    | سومقاییت   | سومقاییت        | کاپیتال بانک آرنا    |
| ۸    | زیره       | باکو            | استادیوم المپیک زیره |

## باشگاه‌ها بر پایه قهرمانی
| باشگاه     | قهرمانی | سال‌های قهرمانی                                                                        |
| ---------- | ------- | ------------------------------------------------------------------------------------- |
| قره باغ    | ۱۰      | ۱۹۹۳, ۲۰۱۳–۱۴, ۲۰۱۴–۱۵, ۲۰۱۵–۱۶, ۲۰۱۶–۱۷, ۲۰۱۷–۱۸, ۲۰۱۸–۱۹, ۲۰۱۹–۲۰, ۲۰۲۱–۲۲, ۲۰۲۲–۲۳ |
| نفتچی باکو | ۹       | ۱۹۹۲, ۱۹۹۵–۹۶, ۱۹۹۶–۹۷, ۲۰۰۳–۰۴, ۲۰۰۴–۰۵, ۲۰۱۰–۱۱, ۲۰۱۱–۱۲, ۲۰۱۲–۱۳, ۲۰۲۰–۲۱          |
| کپز        | ۳       | ۱۹۹۴–۹۵، ۱۹۹۷–۹۸، ۱۹۹۸–۹۹                                                             |
| شمکر       | ۲       | ۱۹۹۹–۰۰، ۲۰۰۰–۰۱                                                                      |
| باکو       | ۲       | ۲۰۰۵–۰۶، ۲۰۰۸–۰۹                                                                      |
| کشله       | ۲       | ۲۰۰۷–۰۸، ۲۰۰۹–۱۰                                                                      |
| توران      | ۱       | ۱۹۹۳–۹۴                                                                               |
| خزر لنکران | ۱       | ۲۰۰۶–۰۷                                                                               |

- به ازای هر پنج قهرمانی یک ستاره داده می‌شود.

لوگوی سابق لیگ

## برندگان لیگ آذربایجان قبل از استقلال از شوروی
- ۱۹۲۸: پروقرس باکو
- ۱۹۲۹–۳۳: برگزار نشد
- ۱۹۳۴: پروسفویوز باکو
- ۱۹۳۵: اینشاعاتچی باکو
- ۱۹۳۶: اینشاعاتچی باکو
- ۱۹۳۷: لوکوموتیو باکو
- ۱۹۳۸: لوکوموتیو باکو
- ۱۹۳۹: لوکوموتیو باکو
- ۱۹۴۰: لوکوموتیو باکو
- ۱۹۴۱: برگزار نشد
- ۱۹۴۲: برگزار نشد
- ۱۹۴۳: برگزار نشد
- ۱۹۴۴: دینامو باکو
- ۱۹۴۵: برگزار نشد
- ۱۹۴۶: لوکوموتیو باکو
- ۱۹۴۷: ترودویه رزوری باکو
- ۱۹۴۸: باکو سیتی
- ۱۹۴۹: باکو سیتی
- ۱۹۵۰: ایسکرا باکو
- ۱۹۵۱: اوردجونیکیدزنفت باکو
- ۱۹۵۲: اوردجونیکیدزنفت باکو
- ۱۹۵۳: اوردجونیکیدزنفت باکو
- ۱۹۵۴: بودنوگو باکو
- ۱۹۵۵: اوردجونیکیدزنفت باکو
- ۱۹۵۶: اوردجونیکیدزنفت باکو
- ۱۹۵۷: اوردجونیکیدزنفت باکو
- ۱۹۵۸: اوردجونیکیدزنفت باکو
- ۱۹۵۹: اسپارتاک باکو
- ۱۹۶۰: موییک باکو
- ۱۹۶۱: اسپارتاک قوبا
- ۱۹۶۲: موییک باکو
- ۱۹۶۳: آراز باکو
- ۱۹۶۴: خزر سومقاییت
- ۱۹۶۵: ووستوک باکو
- ۱۹۶۶: ووستوک باکو
- ۱۹۶۷: آراز باکو
- ۱۹۶۸: موییک باکو
- ۱۹۶۹: آراز باکو
- ۱۹۷۰: موییک باکو
- ۱۹۷۱: خیمیک سالیانی
- ۱۹۷۲: سوراخانتس باکو
- ۱۹۷۳: آراز باکو
- ۱۹۷۴: آراز باکو
- ۱۹۷۵: آراز باکو
- ۱۹۷۶: آراز باکو
- ۱۹۷۷: قره باغ خانکندی
- ۱۹۷۸: اسکیف باکو
- ۱۹۷۹: موییک باکو
- ۱۹۸۰: انرژتیک شیروان
- ۱۹۸۱: گنجلیک باکو
- ۱۹۸۲: توخوجو باکو
- ۱۹۸۳: ترمیست باکو
- ۱۹۸۴: ترمیست باکو
- ۱۹۸۵: خرز سومقاییت
- ۱۹۸۶: گویازان
- ۱۹۸۷: آراز نخجوان
- ۱۹۸۸: قره باغ
- ۱۹۸۹: صبیر آباد
- ۱۹۹۰: قره باغ
- ۱۹۹۱: سومقاییت